# Batalla de Grossbeeren
La batalla de Grossbeeren se libró el 23 de agosto de 1813 (en Blankenfelde, Großbeeren y Sputendorf) a unos 15 kilómetros al suroeste de Berlín en el marco de la guerra de la Sexta Coalición, entre el ejército francés dirigido por el mariscal Nicolas Charles Oudinot y las fuerzas prusianas bajo las órdenes del general de brigada Friedrich Wilhelm von Bülow.
- Datos: Q339052
- Multimedia: Battle of Großbeeren / Q339052